# Agonum laetificum
Agonum laetificum är en skalbaggsart som beskrevs av Darlington 1935. Agonum laetificum ingår i släktet Agonum och familjen jordlöpare. Inga underarter finns listade i Catalogue of Life.